# デフスターウォーズ EBISODE1 〜学芸会の逆襲〜
| 専門評論家によるレビュー            | 専門評論家によるレビュー |
| レビュー・スコア                    | レビュー・スコア         |
| 出典                                | 評価                     |
| ----------------------------------- | ------------------------ |
| 『Rolling Stone Japan』（南波一海） | [ 1 ]                    |

『デフスターウォーズ EBISODE1 〜学芸会の逆襲〜』（デフスターウォーズ エビソード ワン がくげいかいのぎゃくしゅう）は、私立恵比寿中学のドキュメンタリー映像作品。2012年6月27日にDefSTAR RECORDSからDVDとBlu-rayで発売された。

## 内容
1. 私立恵比寿中学 デフスターウオーズ EBISODE1 ～学芸会の逆襲～
2. 2011年12月23日 狂乱麗舞ティッシュブリザード！渋谷Glad
3. 2011年12月27日 真山りか生誕祭　MEGA WEB　トヨタ　シティショウケース
4. 1月上旬 「仮契約のシンデレラ」レコーディング 瑞季編 最初にレコーディングを終えて
5. 1月上旬 「仮契約のシンデレラ」レコーディング 鈴木編 緊張ってなんですかね?
6. 1月上旬 「仮契約のシンデレラ」レコーディング 真山編 ローテンション?
7. 1月上旬 「仮契約のシンデレラ」レコーディング 松野編 歌の練習1 声はお腹から出します!
8. 1月上旬 「仮契約のシンデレラ」レコーディング 杏野編 歌の練習2 いい声出せます!
9. 1月上旬 レコーディング ぁぃぁぃvsもち
10. 1月上旬 レコーディング 彩花vsもち
11. 1月上旬 レコーディング 水平線です!!!!
12. 1月上旬 レコーディング サンキュー唱法
13. 1月28日 廣田あいか生誕祭前日レッスン
14. 1月28日 廣田あいか生誕祭前日レッスン 鈴木と柏木、レッスン中に何かがつながった瞬間
15. 1月28日 廣田あいか生誕祭前日レッスン さすがダンス部長
16. 1月28日 廣田あいか生誕祭 HMV大宮ロフトイベントスペース
17. 1月28日 廣田あいか生誕祭 ファンのみなさんからのプレゼント
18. 2月上旬 スチール撮影 星名編　モンロー!
19. 2月上旬 スチール撮影 杏野編　THEマジシャン!
20. 2月上旬 スチール撮影 鈴木編　エクソシスト!
21. 2月上旬 スチール撮影 真山編　モードサブカル!
22. 2月上旬 スチール撮影 松野編　ピエロ!
23. 2月上旬 スチール撮影 柏木編　アラジン・セイン!
24. 2月上旬 スチール撮影 廣田編 レッド・アラート!
25. 2月上旬 スチール撮影 瑞季編 THIS IS ENGLAND!
26. 2月上旬 スチール撮影 安本編 銀髪猫写楽!
27. 2月上旬 「放課後ゲタ箱ロッケンロールMX」 レコーディング 鈴木の成長
28. 2月25日 瑞季生誕祭前日レッスン
29. 2月25日 瑞季生誕祭前日レッスン 受験生の悩み
30. 2月25日 瑞季生誕祭前日レッスンのおまけ
31. 2月26日 瑞季生誕祭 MEGA WEB　トヨタ　シティショウケース
32. 3月上旬　「仮契約のシンデレラ」Music Video メイキング1 パイナップル食べたぁぃぁぃ!
33. 3月上旬　「仮契約のシンデレラ」Music Video メイキング2 星名美怜ソロ
34. 3月上旬　「仮契約のシンデレラ」Music Video メイキング3 柏木ひなたソロ
35. 3月上旬　「仮契約のシンデレラ」Music Video メイキング4 杏野なつソロ
36. 3月上旬　「仮契約のシンデレラ」Music Video メイキング5 安本彩花ソロ
37. 3月上旬　「仮契約のシンデレラ」Music Video メイキング6 廣田あいかソロ
38. 3月上旬　「仮契約のシンデレラ」Music Video メイキング7 安本伝家の宝刀
39. 3月上旬　「仮契約のシンデレラ」Music Video メイキング8 時代はハイウエスト
40. 3月上旬　「仮契約のシンデレラ」Music Video メイキング9 ファッションチェック 星名美怜
41. 3月上旬　「仮契約のシンデレラ」Music Video メイキング10 ファッションチェック 松野莉奈
42. 3月上旬　「仮契約のシンデレラ」Music Video メイキング11 ファッションチェック 真山りか
43. 3月上旬　「仮契約のシンデレラ」Music Video メイキング12 ファッションチェック 瑞季
44. 3月上旬　「仮契約のシンデレラ」Music Video メイキング13 ファッションチェック 安本彩花
45. 3月上旬　「仮契約のシンデレラ」Music Video メイキング14 ファッションチェック 杏野なつ
46. 3月上旬　「仮契約のシンデレラ」Music Video メイキング15 ファッションチェック 廣田あいか
47. 3月上旬　「仮契約のシンデレラ」Music Video メイキング16 ファッションチェック 柏木ひなた
48. 3月上旬　「仮契約のシンデレラ」Music Video メイキング17 ファッションチェック 鈴木裕乃
49. 3月上旬　「仮契約のシンデレラ」Music Video メイキング18 ぁぃぁぃと安本の素敵なランチ
50. 3月上旬　「仮契約のシンデレラ」Music Video メイキング19 祝!撮影終了!!私はキュウリじゃない!!
51. 3月4日 ラゾーナ川崎プラザ ルーファ広場 グランドステージ 調印式その1 控え室から
52. 3月4日 ラゾーナ川崎プラザ ルーファ広場 グランドステージ 調印式その2 直前の心境
53. 3月4日 ラゾーナ川崎プラザ ルーファ広場 グランドステージ 調印式その3 本番
54. 3月4日 ラゾーナ川崎プラザ ルーファ広場 グランドステージ 調印式その4 控室にて座談会
55. 3月18日 ららぽーと豊洲 中庭メインステージ ライブのあとに
56. 3月19日 鈴木裕乃生誕祭前日レッスン
57. 3月20日 鈴木裕乃生誕祭 ららぽーと柏の葉 入場まで
58. 3月20日 鈴木裕乃生誕祭 ららぽーと柏の葉 衣装チェンジ
59. 3月20日 鈴木裕乃生誕祭 ららぽーと柏の葉 メンバーカメラ
60. 3月20日 鈴木裕乃生誕祭 ららぽーと柏の葉 アントキのエビ中
61. 3月25日 柏木ひなた生誕祭 クイーンズスクエア横浜 オンステージ
62. 3月25日 柏木ひなた生誕祭 クイーンズスクエア横浜 終演後
63. 3月26日 「放課後ゲタ箱ロッケンロールMX」 Music Video メイキング1 花より団子
64. 3月26日 「放課後ゲタ箱ロッケンロールMX」 Music Video メイキング2 ロッケンドラマー!杏野なつ!
65. 3月26日 「放課後ゲタ箱ロッケンロールMX」 Music Video メイキング3 真山さん壊れちゃいます!
66. 3月26日 「放課後ゲタ箱ロッケンロールMX」 Music Video メイキング4 うなれ!ツインギター!!
67. 3月26日 「放課後ゲタ箱ロッケンロールMX」 Music Video メイキング5 ダイブ・ザ・美怜
68. 3月26日 「放課後ゲタ箱ロッケンロールMX」 Music Video メイキング6 ダイブ・ザ・松野
69. 3月26日 「放課後ゲタ箱ロッケンロールMX」 Music Video メイキング7 ダイブ・ザ・鈴木
70. 3月26日 「放課後ゲタ箱ロッケンロールMX」 Music Video メイキング8 Queen of dive安本
71. 3月31日 赤坂BLITZ公演前日コメント
72. 4月1日 赤坂BLITZ公演 第1部 EBISODE1 最終章 そして伝説へ…
73. ソロ企画撮影後の弁天瑞季さん 先生！名字見つけちゃいました!
74. 星名美怜のあの瞬間をスローモーションで 360°ミスター隠し芸
75. 柏木ひなたソロ企画未公開シーン 餅VSもち
76. ソロ企画撮影後の廣田さん ぁぃぁぃ大興奮!
77. なっちゃん、馬とふれあう。ノーカット版 　無理やりカワイイ?!
78. 鈴木裕乃 我流準備体操
79. 松野莉奈 たこパフェを試食 いけない落とし所
80. フロードウェイを満喫する真山さん 住みたい発言!
81. POPは最後まで書きました。 真山おすすめ!
82. 安本彩花 ソルティートマト初体験!
83. 校長先生失敗するの巻
84. かりそめ成功するの巻
85. クイズ1 いきなりNG
86. クイズ2 秘蔵映像
87. 私立恵比寿中学の思い出テスト～半年間の喜怒哀楽全部見せますSP～
88. 宮﨑れいな特別編